# Alfred von Scholtz
Alfred von Scholtz(ur. 9 września 1850 w Dreźnie, zm. 17 marca 1934 we Wrocławiu) – niemiecki inżynier budownictwa i polityk komunalny, miejski radca budowlany do spraw inżynierii miejskiej i urbanistyki we Wrocławiu w latach 1894–1924.

## Życiorys
O młodości i wykształceniu Alfreda von Scholtza niewiele wiadomo. W 1874 pracował w Weimarze jako inżynier przy budowie kolei Weimar–Gera. Do 1886 pracował w Chemnitz, po czym został wybrany na stanowisko miejskiego inspektora inżynierii miejskiej we Wrocławiu, opuszczone przez Richarda Egera.
28 czerwca 1894 rada miejska Wrocławia wybrała von Scholtza na miejskiego radcę budowlanego do spraw inżynierii miejskiej i członka magistratu po tym, jak urząd ten wakował przez niemal rok od śmierci Alexandra Kaumanna. Pełniąc tę funkcję przez dwie i pół dwunastoletnich kadencji (najdłużej z wszystkich wrocławskich miejskich radców budowlanych) von Scholtz kierował Biurem Geometrycznym Magistratu. Był głównym autorem planów regulacyjnych, a później planów strefowych, regulujących przebieg ulic i sposób zabudowy nowych dzielnic miasta na przełomie XIX i XX w. Projektował również instalacje podziemne oraz różnego rodzaju konstrukcje. W latach 1897–1902 nadzorował budowę Portu Miejskiego. W 1905 był członkiem sądu konkursowego w konkursie na most Grunwaldzki, którego konstrukcję później zaprojektował, a w 1921 w konkursie urbanistycznym na rozbudowę miasta. W 1918 był przewodniczącym Związku wyższych urzędników technicznych miast niemieckich (niem. Vereinigung der technischen Oberbeamten deutscher Städte). W 1919 jego urząd zmienił nazwę na miejskiego radcę budowlanego (architekta miejskiego) ds. urbanistyki.
30 września 1924 von Scholtz ze względu na podeszły wiek (w związku z wymogami ustawy o wieku emerytalnym urzędników - Überalterungsgesetz) ustąpił z urzędu. Kilka miesięcy wcześniej zmarł drugi radca budowlany Matthias Wirtz, a wkrótce z urzędu odszedł trzeci radca budowlany Max Berg. Następcą von Scholtza został jego długoletni współpracownik Günther Trauer.

## Odznaczenia i wyróżnienia
Wiosną 1904 Alfred von Scholtz został odznaczony Orderem Czerwonego Orła IV. klasy, a w roku 1916 otrzymał tytuł honorowy tajnego radcy budowlanego (Geheimer Baurat).
27 listopada 1924 został honorowym obywatelem Wrocławia, a na początku 1926 uhonorowano go doktoratem honoris causa Wrocławskiej Wyższej Szkoły Technicznej szczególnie wysławiając jego tak obszerną, jak i użyteczną działalność budowlaną dla miasta Wrocławia.

## Główne dzieła

### Projekty urbanistyczne
- plany regulacyjne Wrocławia, z Alfredem Frühwirtem[12]:
  - Południe, 1895
  - Przedmieście Oławskie, 1896
  - Przedmieście Piaskowe i Odrzańskie, 1896
  - Przedmieście Mikołajskie, 1896; nowelizacja 1905[2]
  - osiedle Borek, 1898
- plany strefowe Wrocławia, 1904 i 1912[2]
- osiedle Eichborngarten (Grabiszyn) od 1907, później także z Maksem Bergiem[13]

### Konstrukcje

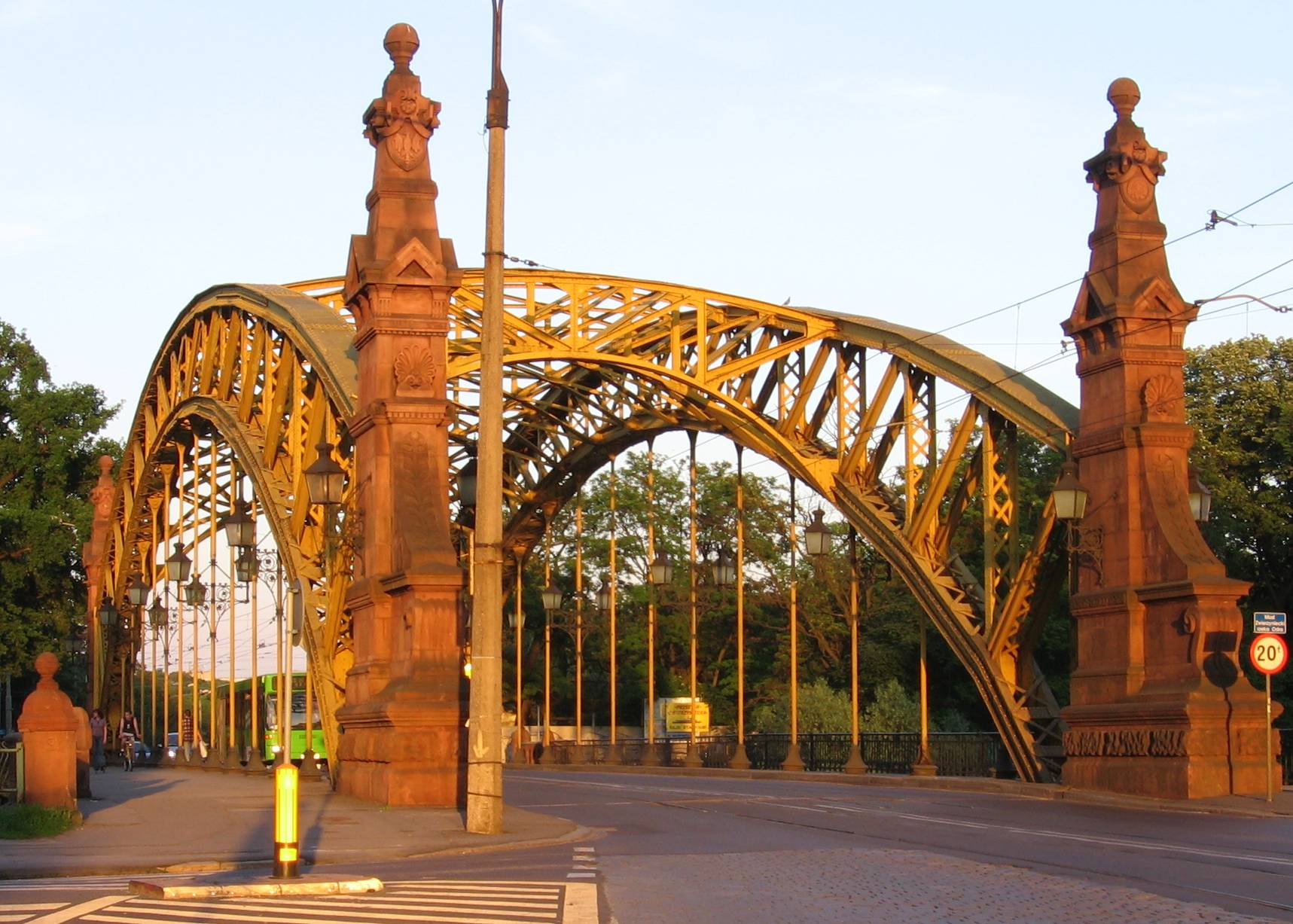
Most Zwierzyniecki, konstruktorzy: A. von Scholtz, A. Frühwirt

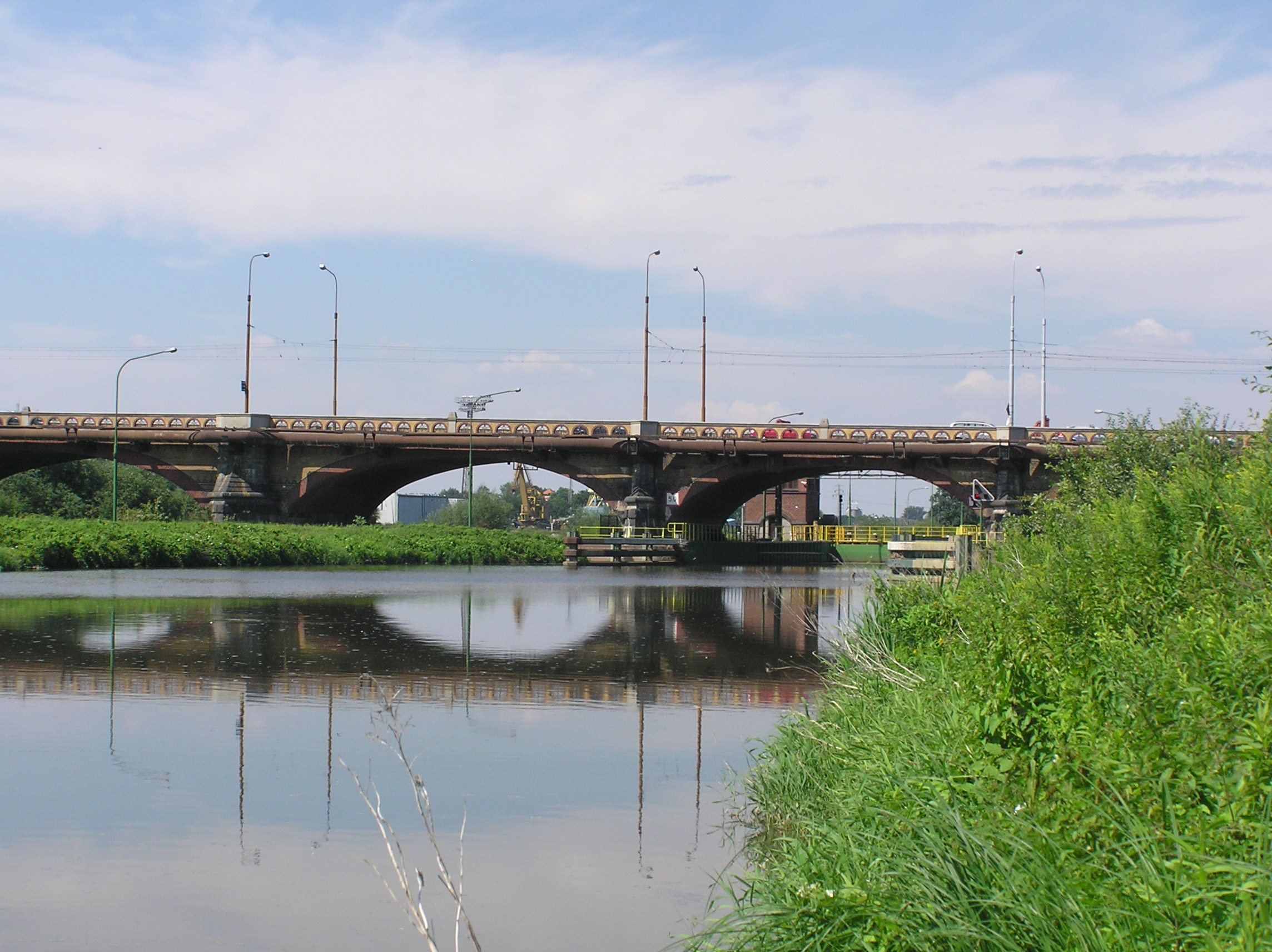
Most Osobowicki Północny, konstruktor: A. von Scholtz

- most Zwierzyniecki, dawniej Passbrücke (konstrukcja), z Alfredem Frühwirtem, Richardem Plüddemannem i Karlem Klimmem, 1897[14]
- mosty Osobowickie, dawniej Gröschelbrücke (konstrukcja), z Richardem Plüddemannem i Karlem Klimmem, 1897[14][15]
- most Grunwaldzki, dawniej Kaiserbrücke (konstrukcja), z Martinem Mayerem, Robertem Weyrauchem i Richardem Plüddemannem, 1908-1910[16]
- mosty Warszawskie Środkowy i Wschodni, dawniej Hindenburgbrücke (kierownictwo projektu), z Güntherem Trauerem, 1914-1916[17]
- most Trzebnicki Północny, dawniej Rosentaler Brücke (kierownictwo projektu), z Güntherem Trauerem, 1914-1916[17]